# Schweizerische Pfingstmission
Die Schweizerische Pfingstmission (SPM, teilweise auch Pfimi) ist ein Schweizer Dachverband freikirchlicher Gemeinden, die sich sowohl zur weltweiten Pfingstbewegung als auch zu den evangelikalen Freikirchen zählen. 

## Verbreitung
Zur Organisation gehören 71 Gemeinden. Am 1. Januar 2009 hatte der Verband 9541 eingeschriebene Mitglieder.
Im Jugendverband «Youthnet» werden etwa 5000 Kinder und Jugendliche betreut.

## Geschichte
Zwischen 1870 und 1905 gab es in der Schweiz von der angelsächsischen Welt aus verschiedene Wellen der Erweckungsbewegung. Am 9.–12. Dezember 1900 hielt John Alexander Dowie vor 500 bis 600 Leuten erweckliche Vorträge im Schwurgerichtssaal Zürich, die auf fruchtbaren Boden fielen. Daraus entstand die «Christlich-Katholische Zionsgemeinde» in Zürich sowie weitere Gemeinden wie etwa in Herisau und St. Gallen. Die Zürcher Gemeinde hielt nur ein paar Jahre, sodass ein Teil ihrer Mitglieder zur Pfingstbewegung überging, die sich im gleichen Saal versammelte. 
Das erste gemeindeübergreifende Werk der Pfingstbewegung in der Schweiz war die 1906 gegründete Monatszeitschrift «Die Verheissung des Vaters». Herausgeber war C.E.D. Delabilière, der vorher anglikanischer Pfarrer an der amerikanischen Gemeinde in Genf und Leiter der Zürcher Pfingstgemeinde war.

„Zwar gab und gibt es theologische Autoren, die einen theologischen Unterschied zwischen Heiligungs- und Pfingstbewegung konstruieren wollen. Das ist unmöglich.“

1920 reiste der englische Prediger Smith Wigglesworth in die Schweiz und hielt Konferenzen in Bern, Thun, Zürich, Winterthur und St. Gallen ab; 1925 und 1926 kam er erneut nach Bern und Burgdorf, was zur Förderung des pfingstlerischen Zeugnisses wesentlich beitrug. 1921 wurde die Missionsgesellschaft der Schweizerischen Pfingstmission gegründet. Wigglesworth beteiligte sich massgeblich an der Aussendung des ersten Missionars, Joseph Reinhard Gschwend, nach Lesotho. 1926 gab es in der Schweiz über 50 Pfingstgemeinden. 1935 konstituierte sich die Gesamtbewegung zur «Schweizerischen Pfingstmission SPM». 
Die erste Generation der Prediger der SPM entstammte fast zur Hälfte aus dem gehobenen Bürgertum. In der zweiten Generation waren es vor allem Handwerker und Angestellte, da der Nachwuchs aufgrund der kirchlichen und gesellschaftlichen Isolation aus den eigenen Reihen kam. Gänzlich aus diesem Hintergrund kamen die Leute der dritten Prediger-Generation.
1996 wurden die «Freien Christengemeinden», die bisher einen eigenen Verband hatten, in die SPM integriert. Diese sind nach Erweckungsversammlungen um 1920 im unteren Toggenburg und Appenzellerland entstanden. Es bestand eine geistige Beziehung zur schwedischen Pfingstbewegung. Ab 1956 wurde von Ebnat-Kappel aus zentral über die Einsetzung von Predigern, Ältesten und Missionaren befunden. Mitte der 1980er Jahre gab es über 20 Gemeinden mit rund 1300 Mitgliedern.

## Organisation
Die Schweizerische Pfingstmission SPM ist ein Gemeindeverband mit gemeinnützigem Charakter, als Verein mit Sitz in Zürich eingetragen. Einmal im Jahr findet eine Versammlung mit den Mitgliedern der Leiterkonferenz und den Delegierten der Gemeinden statt. Der Vorstand setzt sich aus dem Präsidenten, dem Missionsleiter und sieben Regions-Vertretern zusammen. Die Administration des Verbandes wird vom Generalsekretariat in Aarau geführt.
Die einzelnen SPM-Gemeinden sind finanziell und organisatorisch autonom, aber theologisch und brüderlich verbindlich in den Verband integriert. Auf Verbandesebene gibt es eine gemeinsame Missionsarbeit in Afrika, Asien und Osteuropa, die evangelistische und diakonische Arbeit umfasst.
Gegenwärtiger Präsident der Schweizerischen Pfingstmission ist Marco Hofmann.
Die BBS-Academy ist die Ausbildungsstätte der Schweizerische Pfingstmission. Die SPM gibt eine vierteljährlich erscheinende Verbandszeitschrift «zoom» heraus, die kostenlos in den Gemeinden verteilt wird.

## Charakteristika
Die Pfingstmission hat ein trinitarisches Bekenntnis, das Bekehrung, Gläubigentaufe, Heiligung und Erfahrung des Heiligen Geists betont. Die neutestamentlichen Geistesgaben sind wichtige Elemente im Gemeindeleben. Das Abendmahl ist eine Erinnerungsfeier.

## Interkirchliche Beziehungen
Die SPM ist Mitglied im 1974 gegründeten «Bund Pfingstlicher Freikirchen der Schweiz BFP». Die Schweizerische Pfingstmission sieht sich auf dem Boden der Evangelischen Allianz und ist vollständig in den Verband Evangelischer Freikirchen und Gemeinden in der Schweiz integriert. Die meisten Lokalgemeinden sind Mitglieder der lokalen evangelischen Allianz. Das Verhältnis zu den Landeskirchen ist von Ort zu Ort unterschiedlich.